# La Ciudad
La Ciudad är en ort i Mexiko.   Den ligger i kommunen Pueblo Nuevo och delstaten Durango, i den centrala delen av landet, 800 km nordväst om huvudstaden Mexico City. La Ciudad ligger 2 570 meter över havet och antalet invånare är 2 609.
Terrängen runt La Ciudad är varierad. Runt La Ciudad är det mycket glesbefolkat, med 6 invånare per kvadratkilometer. La Ciudad är det största samhället i trakten. I omgivningarna runt La Ciudad växer i huvudsak blandskog.